# Bendis limonia
Bendis limonia är en fjärilsart som beskrevs av Achille Guenée 1852. Bendis limonia ingår i släktet Bendis och familjen nattflyn. Inga underarter finns listade i Catalogue of Life.